# Уцеховиці
Уцеховиці (пол. Uciechowice, нім. Auchwitz) — село в Польщі, у гміні Браниці Ґлубчицького повіту Опольського воєводства.
Населення — 129 осіб (2011).

## Демографія
Демографічна структура станом на 31 березня 2011 року:
|          | Загалом | Допрацездатний вік | Працездатний вік | Постпрацездатний вік |
| -------- | ------- | ------------------ | ---------------- | -------------------- |
| Чоловіки | 65      | 8                  | 52               | 5                    |
| Жінки    | 64      | 8                  | 42               | 14                   |
| Разом    | 129     | 16                 | 94               | 19                   |